# Naturwaldreservat Fichtelseemoor
Koordinaten: 50° 1′ 4″ N, 11° 51′ 57″ O

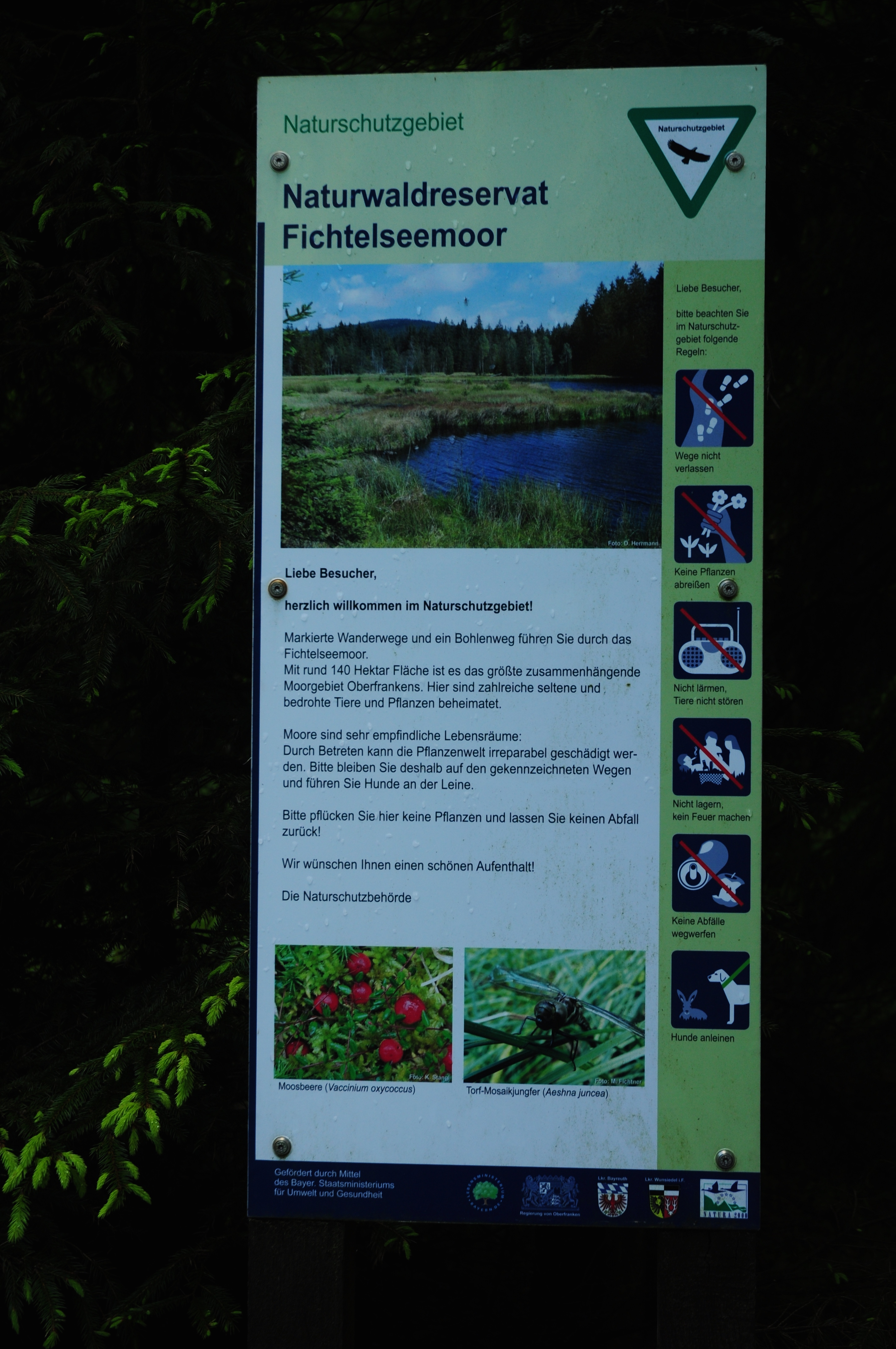
Infoschild zum Naturwaldreservat Fichtelseemoor

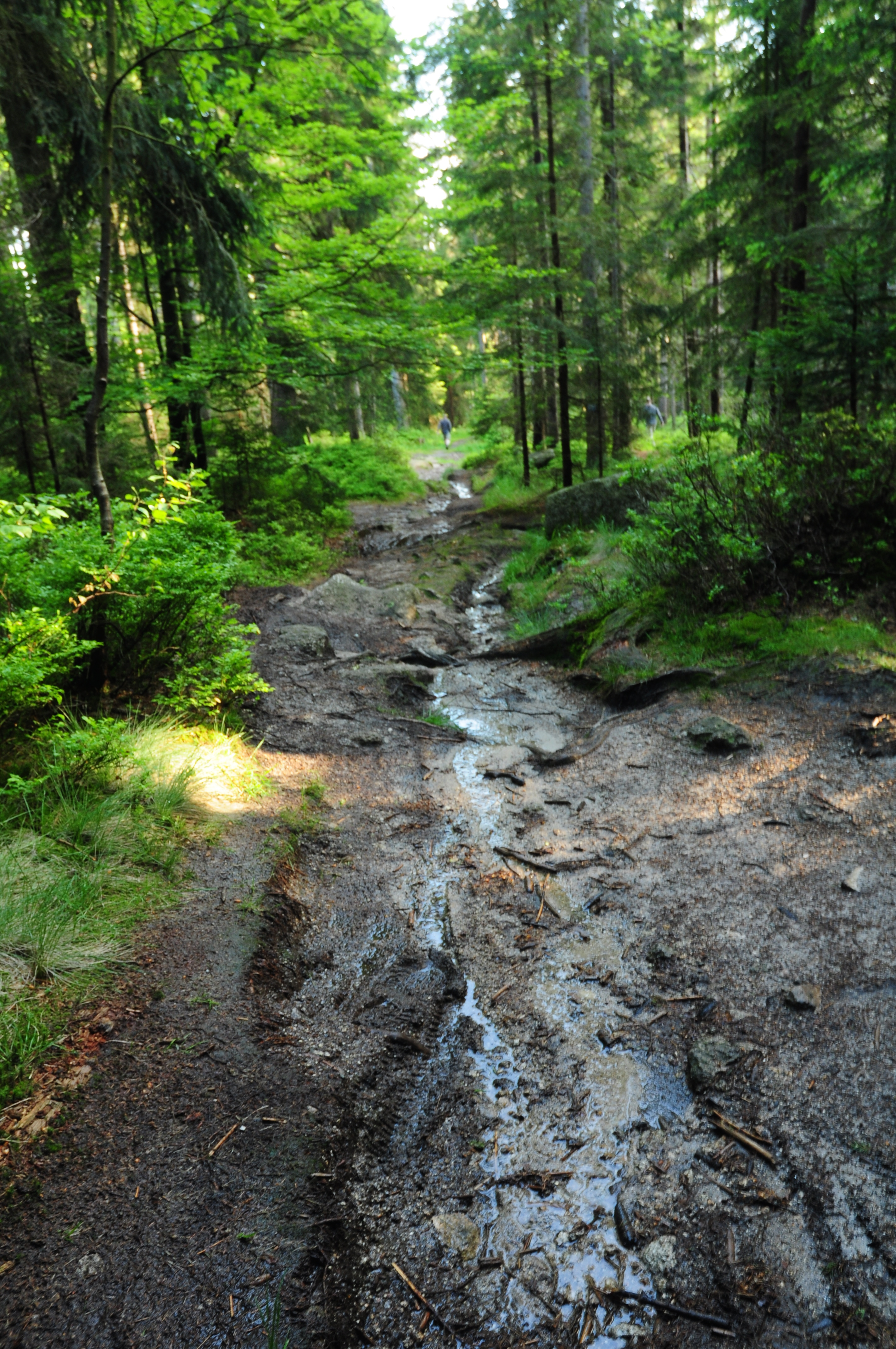
Weg im NSG

Das Naturwaldreservat Fichtelseemoor (eigentlich Torf- und Seelohe) im Fichtelgebirge im Norden des Fichtelsees ist ein Naturwaldreservat und Naturschutzgebiet in Oberfranken. Das Fichtelseemoor ist ein bedeutendes Hochmoor. In dem Relikt der letzten Eiszeit, zwischen 8.000 und 10.000 Jahre alt, hat sich unter den kargen Bedingungen eine einzigartige, für das Hochmoor typische Tier- und Pflanzenwelt entwickelt.
Auch wenn in den vergangenen Jahrhunderten durch Entwässerung und den Abbau von Torf als Brennstoff bis nach dem Zweiten Weltkrieg vieles zerstört wurde, ist doch noch ein großer Teil in seiner Ursprünglichkeit erhalten geblieben; eine beachtliche Anzahl seltener und stark gefährdeter moortypischer Arten konnte sich behaupten.
Das 139 Hektar große Naturschutzgebiet wurde in seinem jetzigen Umfang 1982 ausgewiesen, die Kernbereiche Torf-, See- und Hüttenlohe stehen schon seit 1939 unter Schutz.

## Ökologie
Das Fichtelseemoor ist eines der ganz wenigen regengespeisten Sattelhochmoore Nordbayerns. Es liegt in einer Senke zwischen Ochsenkopf und Platte auf 752 Meter Seehöhe.
Im Fichtelseemoor findet man typische Moorvegetation (z. B. Torfmoos, Wollgras, Preiselbeere, Heidelbeere, Besenheide, Rosmarinheide). Außerdem lassen sich Kreuzottern oder Biber beobachten. Als Besonderheit schließt sich an die eigentliche Hochmoorvegetation ein in Nordbayern extrem seltener Moorspirkenwald an.

## Renaturierung
Das bayerische Umwelt- und das Landwirtschaftsministerium bemühen sich derzeit, gemeinsam im Klimaprogramm Bayern 2020 einige ehemals durch Torfabbau zerstörte Flächen zu renaturieren. Hierzu wird das Entwässerungsnetz zugeschüttet, um die Bereiche wieder zu vernässen und die ökologischen Kreisläufe im Moor zu aktivieren. Der Grund ist die Tatsache, dass intakte Moore bis zu 50 Tonnen Kohlenstoffdioxid pro Hektar und Jahr speichern können.